# Герб Косова
Сучасний герб Косова був прийнятий 17 лютого 2008 року, після проголошення незалежності Косова.
До проголошення незалежності Тимчасова Адміністрація ООН використовувала прийнятий логотип інституту самоврядування (Влади Косова). Тому логотип Косова був лише логотипом адміністрації Косова, його не можна було вважати офіційним гербом провінції.

## Галерея

Прийнятий ООН логотип Косова[1][2].
Герб незалежного Косова.